# George Sime
George Brander Sime (* 28. Februar 1915 in Glasgow; † 7. September 1990 in St Albans) war ein schottischer Hockeyspieler, der 1948 mit der britischen Nationalmannschaft Olympiazweiter war.

## Sportliche Karriere
Sime spielte fast 20 Jahre für den Stepps Hockey Club in Glasgow. Seine internationale Karriere währte von 1937 bis 1951. 1948 spielte der Verteidiger bei den Olympischen Spielen in London in der britischen Nationalmannschaft. Die Briten gewannen ihre Vorrundengruppe mit 19:0 Toren und besiegten im Halbfinale die Mannschaft Pakistans mit 2:0. Im Finale unterlagen sie der indischen Mannschaft mit 0:4.